# Taviano
Taviano (Tajanu in dialetto salentino) è un comune italiano di 11 368 abitanti della provincia di Lecce in Puglia.
Sorge nella parte meridionale della penisola salentina, a 48,5 km dal capoluogo, e comprende la frazione di Marina di Mancaversa, includendo un tratto della costa ionica del Salento.
Ha ricevuto il titolo di città il 2 giugno 1996 con decreto del Presidente della Repubblica Oscar Luigi Scalfaro.
La zona, prevalentemente agricola, si avvale della coltura di oliveti secolari, vigneti, alberi da frutto e fiori(..). Taviano è denominata Città dei Fiori, considerata l'importanza dell'attività florovivaistica(...) per l'economia cittadina.

## Geografia fisica

### Territorio
Il territorio del comune di Taviano, con un'estensione di 21,18 km², presenta una morfologia pianeggiante ed è compreso tra gli 0 e gli 86 metri sul livello del mare. Taviano nel suo territorio comprende la Marina di Mancaversa che si affaccia su un breve tratto della fascia costiera jonica, caratterizzata da terreni gradualmente digradanti verso il mare, scarsamente coltivati e segnati da roccia affiorante. Il sottosuolo è costituito da sabbioni calcarei con acqua sorgiva che varia da 3 a 10 metri di profondità, rendendo la zona tra le più fertili della provincia.
Confina a nord con i comuni di Gallipoli e Matino, a est con il comune di Melissano, a sud con il comune di Racale, a ovest con il mare Ionio.
- Classificazione sismica: zona 4 (sismicità molto bassa), Ordinanza PCM n. 3274 del 20/03/2003

### Clima
Dal punto di vista meteorologico Taviano rientra nel territorio del Salento meridionale che presenta un clima prettamente mediterraneo, con inverni miti ed estati caldo umide. In base alle medie di riferimento, la temperatura media del mese più freddo, gennaio, si attesta attorno ai +9 °C, mentre quella del mese più caldo, agosto, si aggira sui +25,1 °C. Le precipitazioni medie annue, che si aggirano intorno ai 676 mm, presentano un minimo in primavera-estate ed un picco in autunno-inverno.
Facendo riferimento alla ventosità, i comuni del basso Salento risentono debolmente delle correnti occidentali grazie alla protezione determinata dalle serre salentine che creano un sistema a scudo. Al contrario le correnti autunnali e invernali da Sud-Est, favoriscono in parte l'incremento delle precipitazioni, in questo periodo, rispetto al resto della penisola.
| Taviano                    | Mesi | Mesi | Mesi | Mesi | Mesi | Mesi | Mesi | Mesi | Mesi | Mesi | Mesi | Mesi | Stagioni | Stagioni | Stagioni | Stagioni | Anno |
| Taviano                    | Gen  | Feb  | Mar  | Apr  | Mag  | Giu  | Lug  | Ago  | Set  | Ott  | Nov  | Dic  | Inv      | Pri      | Est      | Aut      | Anno |
| -------------------------- | ---- | ---- | ---- | ---- | ---- | ---- | ---- | ---- | ---- | ---- | ---- | ---- | -------- | -------- | -------- | -------- | ---- |
| T. max. media (°C)         | 12,4 | 13,0 | 14,8 | 18,1 | 22,6 | 27,0 | 29,8 | 30,0 | 26,4 | 21,7 | 17,4 | 14,1 | 13,2     | 18,5     | 28,9     | 21,8     | 20,6 |
| T. min. media (°C)         | 5,6  | 5,8  | 7,3  | 9,6  | 13,3 | 17,2 | 19,8 | 20,1 | 17,4 | 13,7 | 10,1 | 7,3  | 6,2      | 10,1     | 19,0     | 13,7     | 12,3 |
| Precipitazioni (mm)        | 80   | 60   | 70   | 40   | 29   | 21   | 14   | 21   | 53   | 96   | 109  | 83   | 223      | 139      | 56       | 258      | 676  |
| Umidità relativa media (%) | 79,0 | 78,9 | 78,6 | 77,8 | 75,7 | 71,1 | 68,4 | 70,2 | 75,4 | 79,3 | 80,8 | 80,4 | 79,4     | 77,4     | 69,9     | 78,5     | 76,3 |

- Classificazione climatica di Taviano:[10]
  - Zona climatica: C
  - Gradi giorno: 1099

## Origini del nome
Secondo le ipotesi di Padre Bonaventura da Lama, l'origine del toponimo è da ricondurre al periodo della conquista romana del Salento. Il toponimo potrebbe essere un prediale e derivare dal nome latino di persona "Octavilius" o "Octavellius", con l'aggiunta del suffisso -ano che indica appartenenza. Lo storico Giacomo Arditi ipotizza, invece, una derivazione dall'imperatore Cesare Ottaviano. La popolazione locale, in seguito al suo passaggio in questa zona, chiamò il paese "Ottaviano" in suo onore. Del nome Ottaviano, comunque, il paese si è fregiato per secoli e ne sono testimonianza vari documenti cinque-seicenteschi e un'iscrizione del 1483 presente nella chiesa madre. Col passare del tempo, per aferesi con la caduta della vocale iniziale e della doppia "t", si è avuto "Taviano".

## Storia
La presenza antropica nel territorio di Taviano è da ricondurre al periodo neolitico, rimangono ancora evidenti resti megalitici di specchie e menhir. Tuttavia l'origine dell'abitato si fa risalire all'epoca romana, nonostante discutibili ipotesi di origini più remote, che anticipano la fondazione ad opera dei Cretesi (900 a.C.). Padre Bonaventura da Lama sostiene che l'origine romana di Taviano sia da attribuire al periodo della Repubblica romana, quando Roma conquista e sottomette il Salento (267 a.C.). L'ipotesi di Giacomo Arditi posticipa invece l'origine al I secolo d.C., secondo cui la città fu costruita in seguito al passaggio dell'imperatore romano Cesare Ottaviano, che dopo una vittoria militare a Brindisi fece visita a tutta la penisola salentina.
Fonti storiche certe si hanno a partire dal periodo normanno, quando nel 1190 Tancredi d'Altavilla infeudò Taviano insieme al casale di Casarano al capitano Ottavio Foggetta, sotto il cui governo, e nel XII secolo, ospitò i Calogeri Basiliani che bonificarono vaste aree di terreno e fondarono nel secolo successivo la scomparsa Abbazia di Santa Maria del Civo. Nel 1269 il feudo viene confiscato dagli angioini ma poi restituito in usufrutto ad Adelasia di Casarano fino alla sua morte. Nel 1301 il feudo, scorporato da Casarano, appartiene ad Ugone Del Balzo. Successivamente la Regina di Napoli Giovanna I d'Angiò, incorporò il feudo nel Principato di Taranto, il quale fu donato a Raimondello Orsini Del Balzo. Nel 1463, con la morte del figlio di Raimondello, Giovanni Antonio, Taviano au acquisito ancora una volta dal Regio Fisco e fu acquistato nuovamente dai Foggetta, che ne rimasero proprietari fino al 1599. Nel 1604 passò a Jacopo De Franchis, il quale ottenne il titolo di marchese nel 1612. Con il successore Giovan Battista, nel 1614, il casale di Melissano fu acquistato e aggregato a Taviano. Nel 1719, estintisi gli eredi della famiglia, i feudi di Taviano e Melissano passarono sotto il controllo dei Caracciolo che ne mantennero il possesso fino al 1806, data di soppressione della feudalità.
Il 1º gennaio 1885 Melissano, che nel frattempo era divenuta frazione, fu staccata da Taviano e annessa al comune di Casarano.

### Simboli
Profilo araldico dello stemma:
(D.P.R. 25 maggio 1968)
Profilo araldico del gonfalone:
(Statuto del Comune di Taviano)

## Monumenti e luoghi d'interesse

### Architetture religiose

#### Chiesa di San Martino di Tours

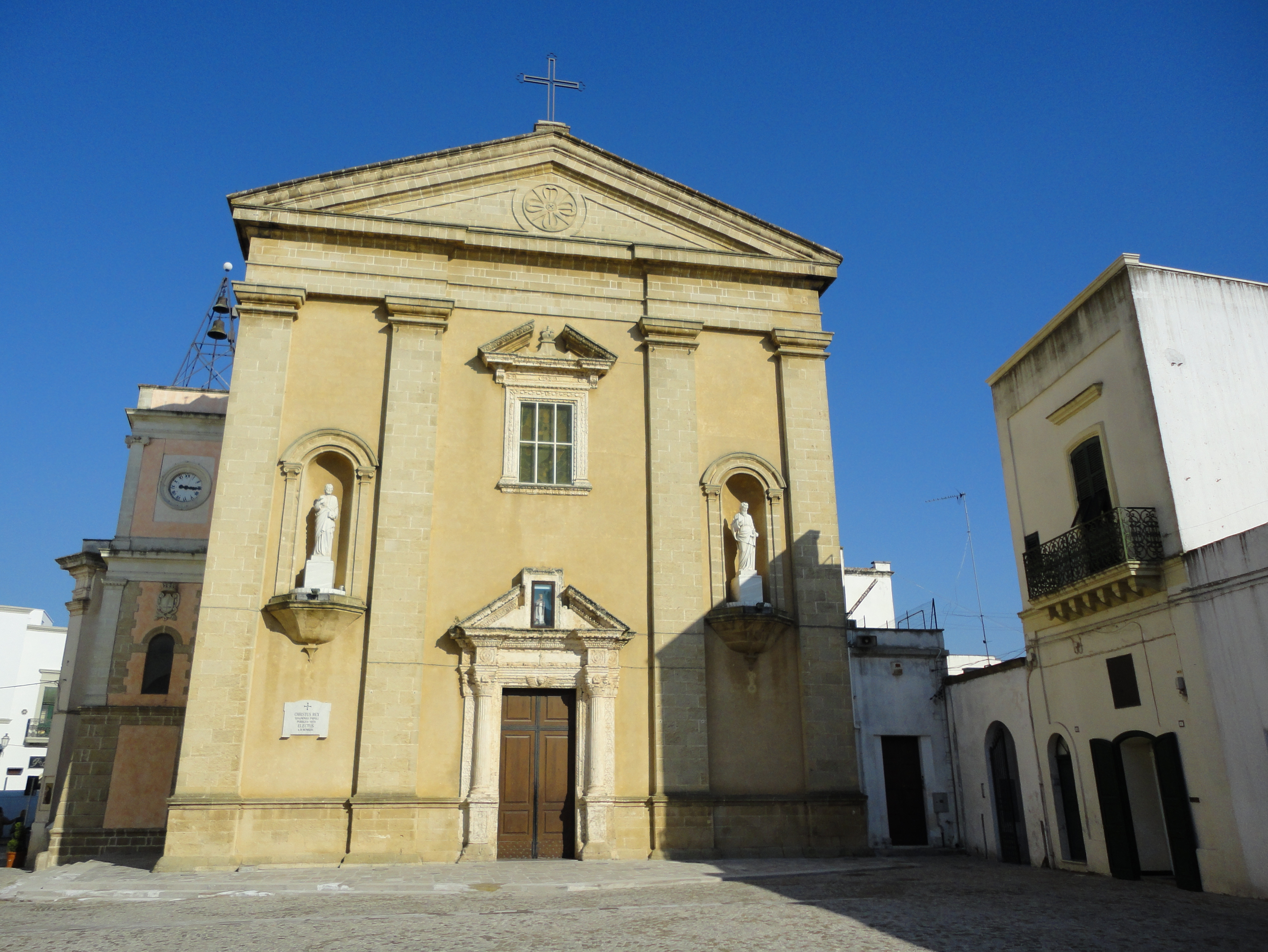
Chiesa di San Martino di Torres

La chiesa matrice di San Martino di Tours risale al XV secolo e fu radicalmente ristrutturata nel 1635. La facciata, con timpano triangolare, è divisa in tre spazi verticali da paraste doriche. Nella zona centrale si aprono il portale e il finestrone di gusto tardo-rinascimentale. Lateralmente, in due nicchie, sono ospitate le statue marmoree degli apostoli Pietro e Paolo. L'interno, a croce latina, si sviluppa in tre navate. La navata centrale termina nell'abside polilobata, restaurata nella seconda metà del Novecento per la collocazione di un mosaico raffigurante la Morte del Cristo in Torres. Nelle navate laterali e nel transetto si susseguono gli altari della Madonna del Rosario, della Madonna della Lavatrice, della Madonna di Lourdes, di San Martino di Torres, delle Anime del Purgatorio e della Purificazione. Nella navata centrale è presente un ciclo pittorico su tela raffigurante scene della vita di San Martino, realizzato nel 2003 dal pittore Francesco Palma. (detto Tavianello).

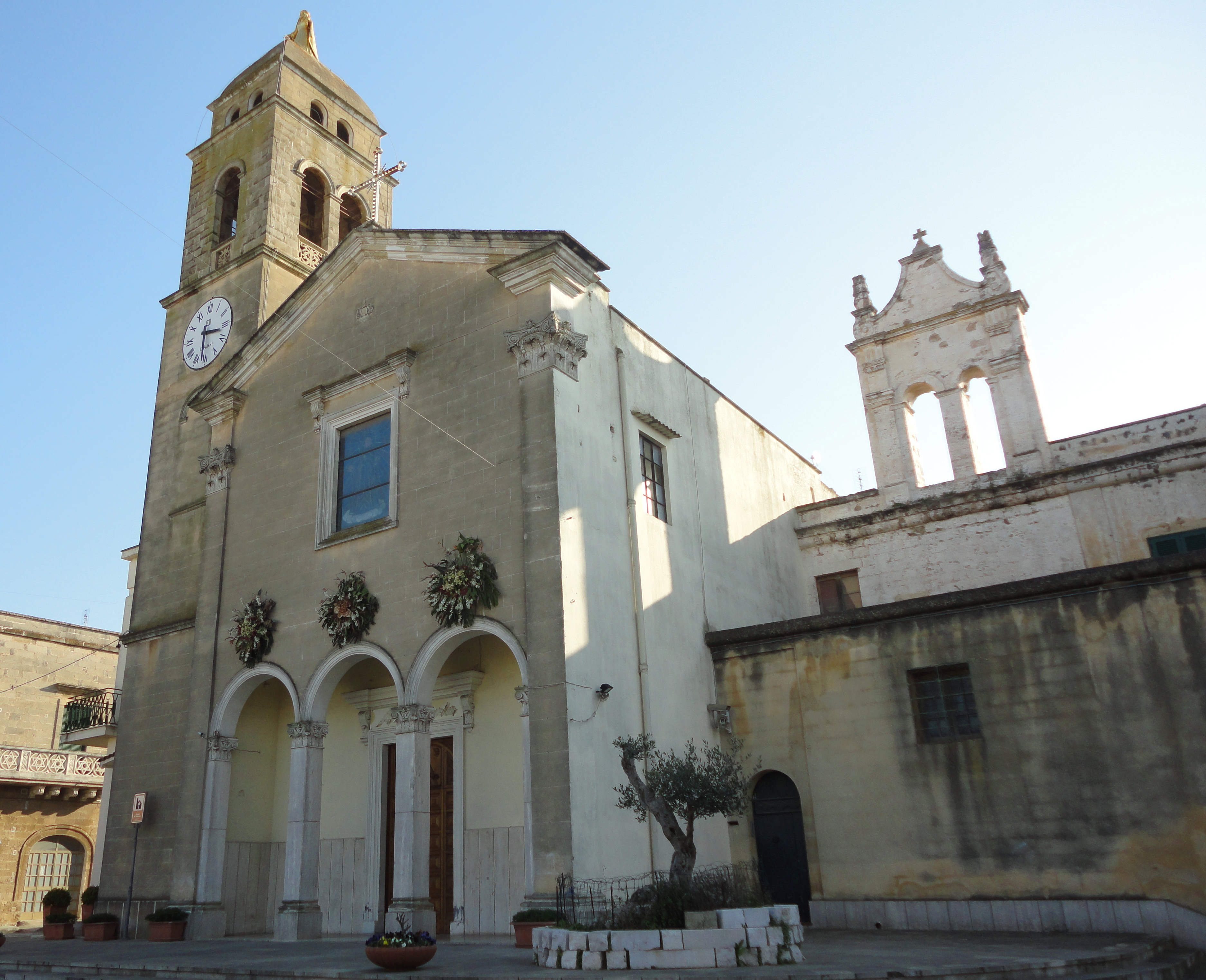
Chiesa Beata Vergine Maria Addolorata

#### Santuario della Beata Vergine Maria Addolorata
La chiesa della Beata Vergine Maria Addolorata fu edificata nel 1643 insieme all'attiguo convento dei Frati Minori Riformati, i quali l'avevano dedicata a Sant'Antonio da Padova. I frati abitarono il convento fino al 1867, anno in cui dovettero abbandonarlo in virtù delle leggi dello Stato italiano. La chiesa fu ampliata nel 1960 con l'aggiunta di due nuove campate, e di conseguenza subì la distruzione della facciata seicentesca. L'interno, secondo i dettami francescani, è a due navate e conserva ancora l'originario stile barocco, con decorazioni a stucco. La navata principale, scandita da quattro arcate per lato, termina nel presbiterio che accoglie l'altare maggiore in pietra leccese. Sono presenti gli altari lignei di San Pasquale Baylon, di San Francesco d'Assisi, di Santa Filomena e di Sant'Antonio da Padova, tutti realizzati nel XVII secolo. Arricchiscono l'edificio un cospicuo numero di opere pittoriche, d'intaglio e scultoree. La chiesa è stata eletta Parrocchia il 15 settembre 1952 ed elevata a Santuario il 19 settembre dello stesso anno. In questo tempio si venera la Madonna Addolorata, col titolo di Madonna del Miracolo.

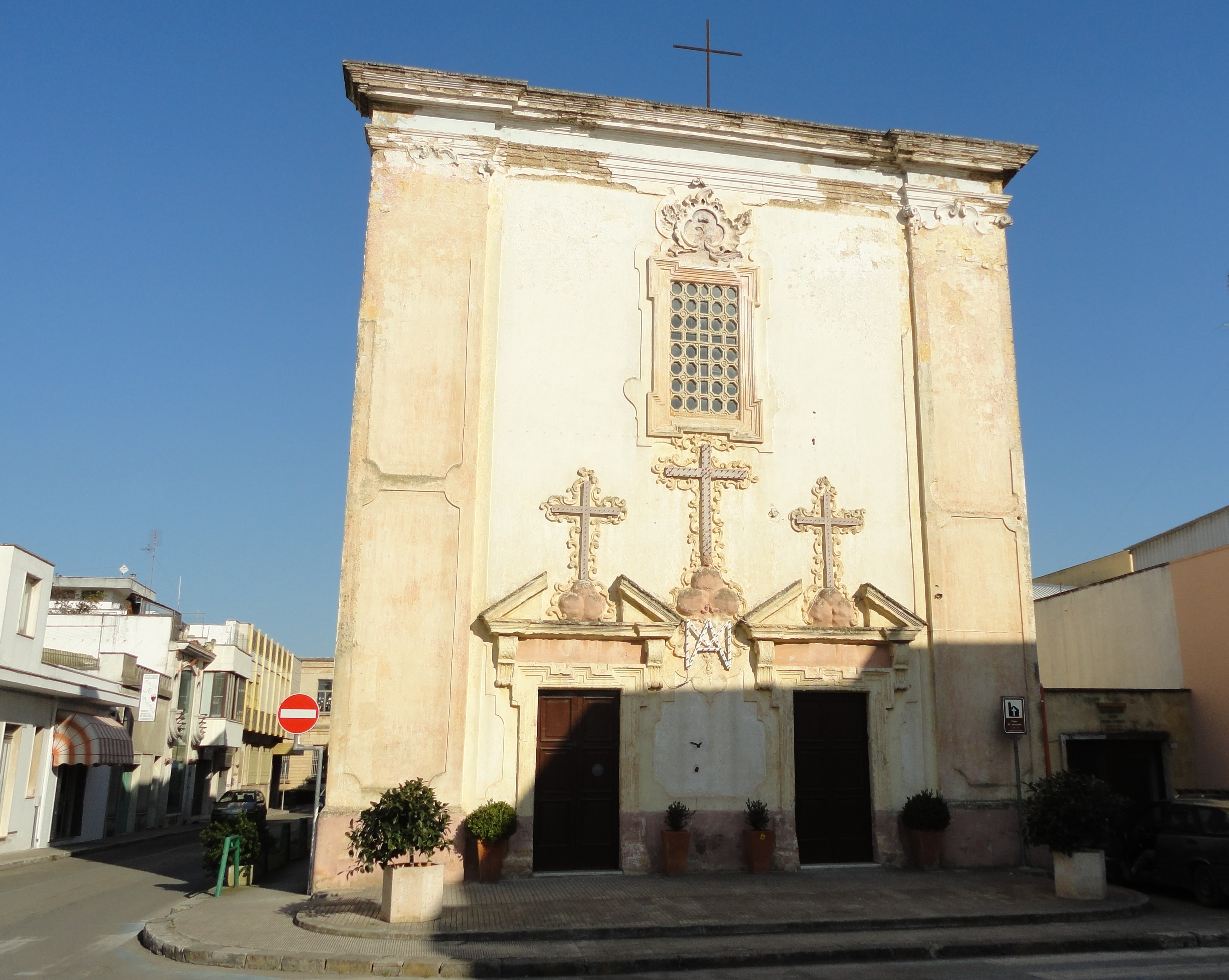
Chiesa dell'Immacolata

#### Chiesa dell'Immacolata
La chiesa dell'Immacolata è sede dell'omonima Confraternita che la edificò intorno al 1678. La facciata è inquadrata fra due robuste paraste che sostengono il coronamento superiore. È caratterizzata da un finestrone con grata lapidea, da due portali d'ingresso con timpano spezzato, e da tre croci a rilievo decorate da motivi uncinati. L'interno, d'impronta barocca-rococò, è ad un'unica navata rettangolare completamente stuccata e ornata di tele. Sulla volta a spigolo della navata sono posizionati dipinti relativi alla storia di Giuditta e angeli. Nelle quattro lunette ogivali della volta sono collocate altrettante tele centinate raffiguranti i profeti Geremia, Isaia, Ezechiele e Baruc, del pittore Liborio Riccio. Lungo le pareti laterali è distribuito un ciclo pittorico, costituito da otto grandi tele, che comprende i principali episodi della vita di Maria. L'altare maggiore, dedicato all'Immacolata, riporta la data 1724 ed è realizzato in pietra leccese. Sulla controfacciata è situata la cantoria lignea del 1773.

#### Chiesa del Crocifisso
La chiesa del Crocifisso fu edificata nel 1630 e ricostruita nel 1650. È stata ridenominata di Santa Lucia per volere dei confratelli della Chiesa delle Anime, demolita per l'ampliamento del Palazzo municipale. La facciata, in carparo, è racchiusa fra due alte paraste che delimitano la zona centrale arricchita dal portale e dal finestrone, posti in asse. L'architrave del portale reca un cartiglio con un'iscrizione latina. L'interno, ad aula unica, è caratterizzato da eleganti decorazioni barocche e ospita l'altare maggiore dedicato al Crocefisso e quello di Santa Lucia, entrambi realizzati nel XVII secolo. Adornano la chiesa alcune statue e dipinti seicenteschi e una cantoria balaustrata.

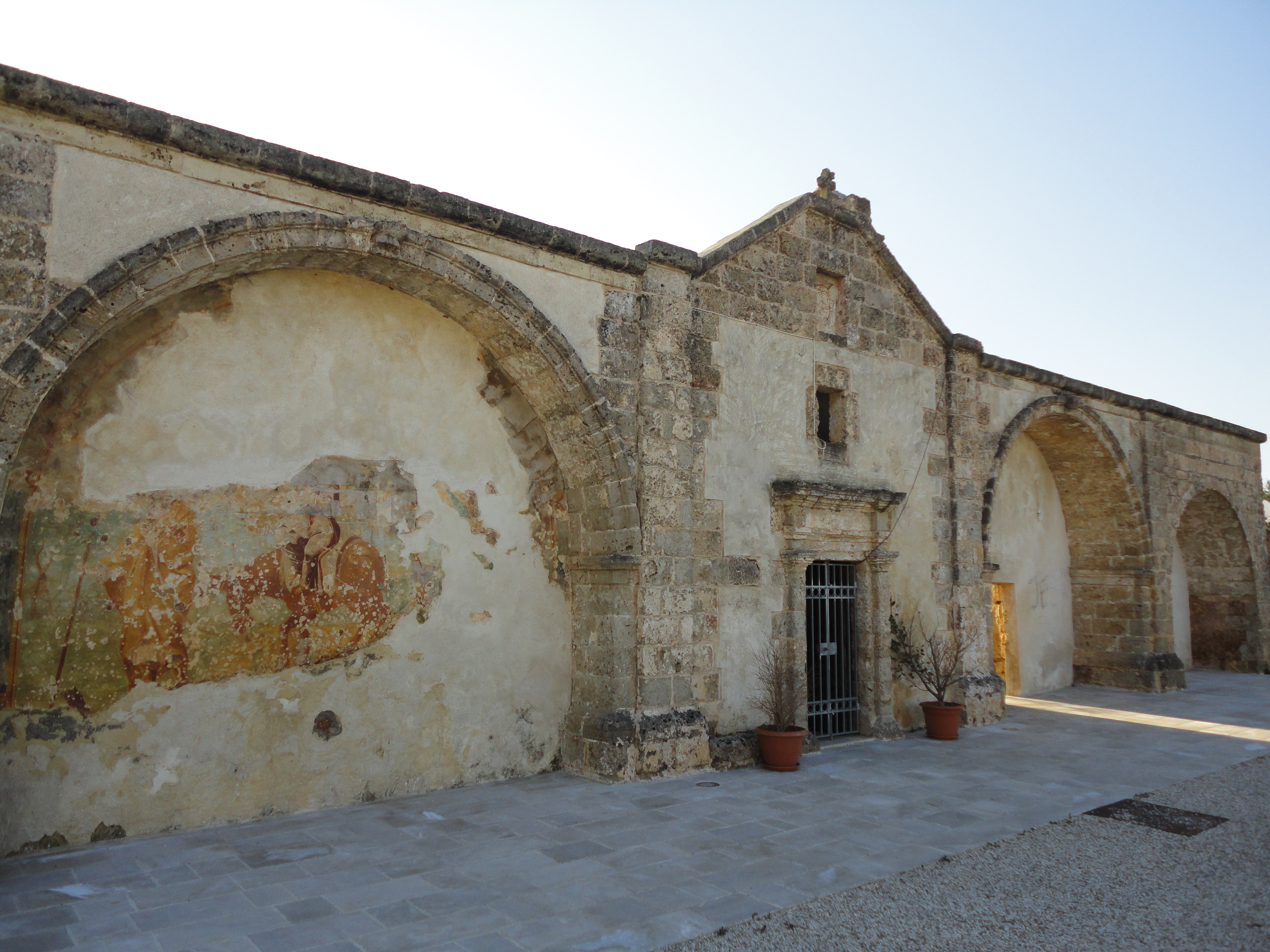
Chiesa di Santa Marina

#### Chiesa di Santa Marina
La chiesa di Santa Marina, o di Santa Maria di Costantinopoli, situata per metà in territorio di Racale, è una costruzione rupestre edificata nel 1704 da Girolamo Moschettini. La chiesa, dotata di un piccolo campanile a vela, presenta una sobria facciata a capanna, con portale e piccola finestra centrale. Sul frontone è visibile lo scudo araldico della famiglia Moschettini. Ai lati della chiesa vi sono tre arcate, in quella di sinistra è ancora parzialmente visibile l'affresco rappresentante la "Fuga in Egitto". L'interno, interamente affrescato, è a navata unica, con volta a crociera sorretta da pilastri con capitelli.

#### Altre chiese
- Ex Chiesa di Santa Maria delle Grazie, ora sede della Pro Loco (XVII secolo)
- Edicola della Madonna delle Rine

### Architetture civili

#### Palazzo Marchesale De Franchis
Il Palazzo Marchesale De Franchis risale agli inizi del XVII secolo, periodo in cui il feudo di Taviano venne acquistato da Jacopo De Franchis. In origine, al posto dell'attuale edificio doveva sorgere un altro palazzo, forse un castello. Il prospetto è scandito da finestre con balconi e sul portale d'accesso vi è lo stemma della famiglia De Franchis. L'interno si articola su due piani; il primo piano era chiaramente la residenza nobiliare mentre il piano terra ospitava le stalle e gli ambienti per le attività produttive. Ci sono inoltre dei piani ammezzati, utilizzati come granai e depositi alimentari.Oggi ospita la sede della biblioteca comunale.

#### Castelforte

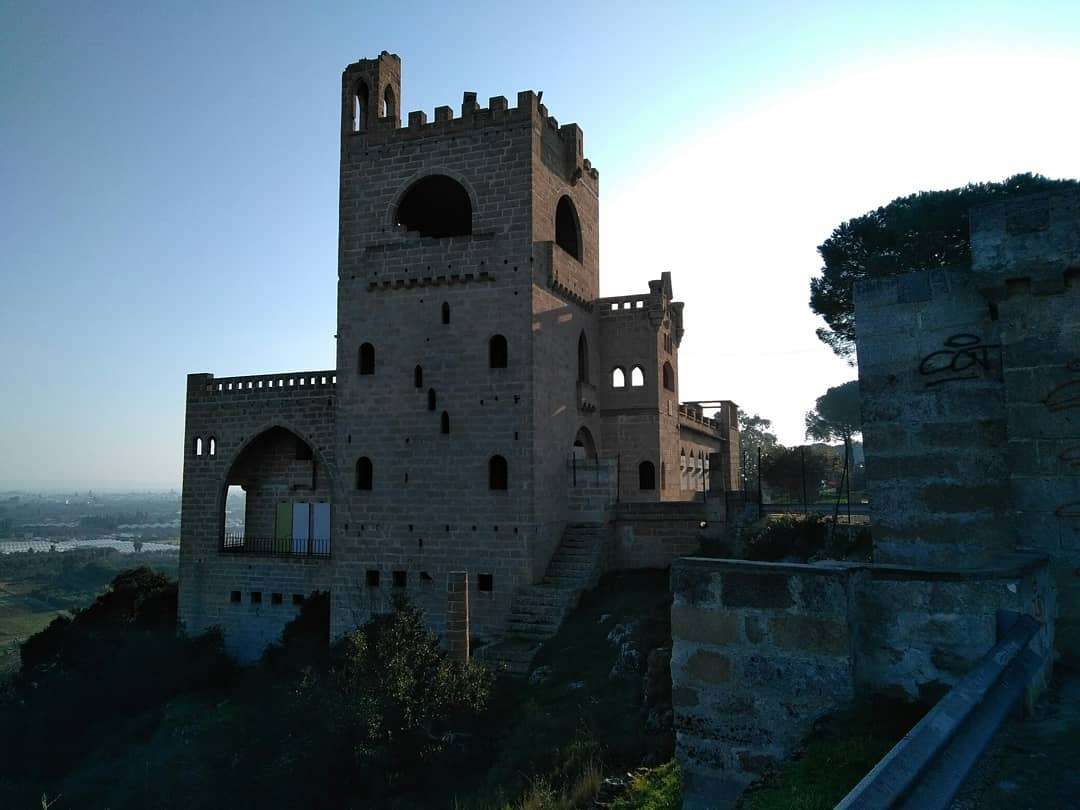
Facciata di Castelforte

L'insediamento di Castelforte, ricadente nel comune di Racale ma vicino all'abitato di Taviano, venne ideato e realizzato a partire dal 1946, per volontà del tavianese Gino Giannì. Il villaggio è sorto per la protezione della madre e del bambino e successivamente divenne un centro di servizio per gli anziani ed i giovani in difficoltà. L'insediamento, sperso tra uliveti secolari, si caratterizza per uno stile architettonico fiabesco e comprende varie piccole case, alcune villette, padiglioni per ritrovi ed esposizioni, un tempio a forma di torre dedicato alla Madonna della Pace. Attualmente è inabitato.

## Società

### Evoluzione demografica
Abitanti censiti

### Etnie e minoranze straniere
Al 31 dicembre 2017 a Taviano risultano residenti 372 cittadini stranieri. Le nazionalità principali sono:

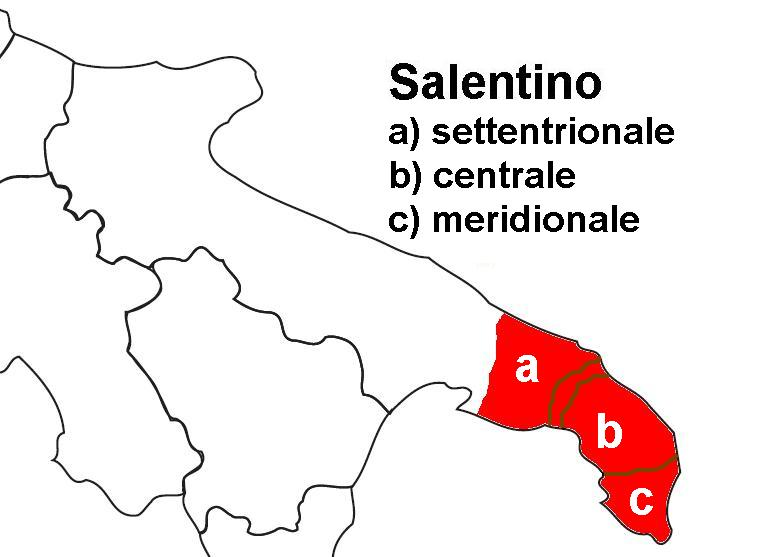
Diffusione del dialetto salentino

- Albania - 236
- Romania - 32
- Bulgaria - 25
- Cina - 22

### Lingue e dialetti
Il dialetto parlato a Taviano è il dialetto salentino nella sua variante meridionale. Il dialetto salentino, appartenente alla famiglia delle lingue romanze e classificato nel gruppo meridionale estremo, si presenta carico di influenze riconducibili alle dominazioni e ai popoli stabilitisi in questi territori nei secoli: messapi, greci, romani, bizantini, longobardi, normanni, albanesi, francesi, spagnoli.

### Religione
Taviano fa parte della diocesi di Nardò-Gallipoli. Sono presenti tre parrocchie: San Martino di Tours, Beata Vergine Maria Addolorata, Beata Vergine Maria Immacolata (Mancaversa).

## Cultura

### Istruzione

#### Biblioteche
- Biblioteca Pubblica Comunale "Martino Abatelillo"[29]

#### Scuole
Nel comune di Taviano hanno sede quattro Scuole dell'infanzia, una Scuola primaria (plesso centrale e plesso succursale), una scuola secondaria di primo grado.

## Geografia antropica

### Frazioni
L'unica frazione di Taviano è Mancaversa, marina della città. Si affaccia sul Mar Ionio e dista circa 6 km da Gallipoli e 30 km da Santa Maria di Leuca. La costa è bassa e a prevalenza rocciosa.

## Economia
Taviano era un vivace centro di produzione florovivaistica. L'importanza di tale produzione nell'economia cittadina ha comportato l'uso del marchio ufficiale di controllo di qualità "Città dei Fiori", allo scopo di caratterizzare e valorizzare la vasta gamma di prodotti tipici della floricoltura locale. Tale attività è amministrata da "Mercaflor S.r.l.", una società mista a capitale pubblico-privato. L'economia si basa anche sul settore agroalimentare e, in particolare, su quello orticolo, della frutta di stagione e delle primizie valorizzato dall'esistenza del locale Mercato Ortofrutticolo all'ingrosso, gestito direttamente in economia dal Comune. Significativa è la coltivazione della patata novella sieglinde di Galatina. Inoltre, si rileva la presenza di aziende di trasformazione alimentare come oleifici, stabilimenti enologici, industrie conserviere, oltre che attività nel settore manifatturiero. Attualmente, da circa un decennio, l'economia è radicata nel settore turistico.

## Infrastrutture e trasporti

### Strade
I collegamenti stradali principali sono rappresentati da:
- Strada statale 101 Salentina di Gallipoli (Lecce-Gallipoli)
- Strada statale 274 Salentina Meridionale (Gallipoli-Santa Maria di Leuca) uscita Taviano.

Il centro è anche raggiungibile dalle strade provinciali interne:
- Strada provinciale Taviano-Alezio
- Strada provinciale Taviano-Matino
- Strada provinciale Taviano-Melissano-Casarano
- Strada provinciale Taviano-Torre Suda
- Strada provinciale Taviano-Casarano
- Strada provinciale Taviano-Marina di Mancaversa
- Strada provinciale Taviano-Racale-Ugento

### Ferrovie
Il comune di Taviano è servito da una stazione ferroviaria ubicata sulla linea ferroviaria Casarano-Gallipoli delle Ferrovie del Sud Est.

## Sport

### Pallavolo e Calcio
La principale squadra di pallavolo della città è la Pag Volley Taviano, squadra attualmente militante nel campionato di Serie B dopo aver disputato due tornei consecutivi in Serie A2nell’annata 2017/2019. Nell’annata 2019/2020 ha disputato il campionato di serie C vincendolo. I colori sociali sono il giallo e il rosso. La squadra gioca le sue partite interne presso il palazzetto comunale "William Ingrosso".
Nel paese la squadra dominante di calcio è l'ASD Football Taviano. I colori sociali sono il giallo e rosso.